# Atletisme als Jocs Olímpics d'Estiu de 2024 - 5000m femení

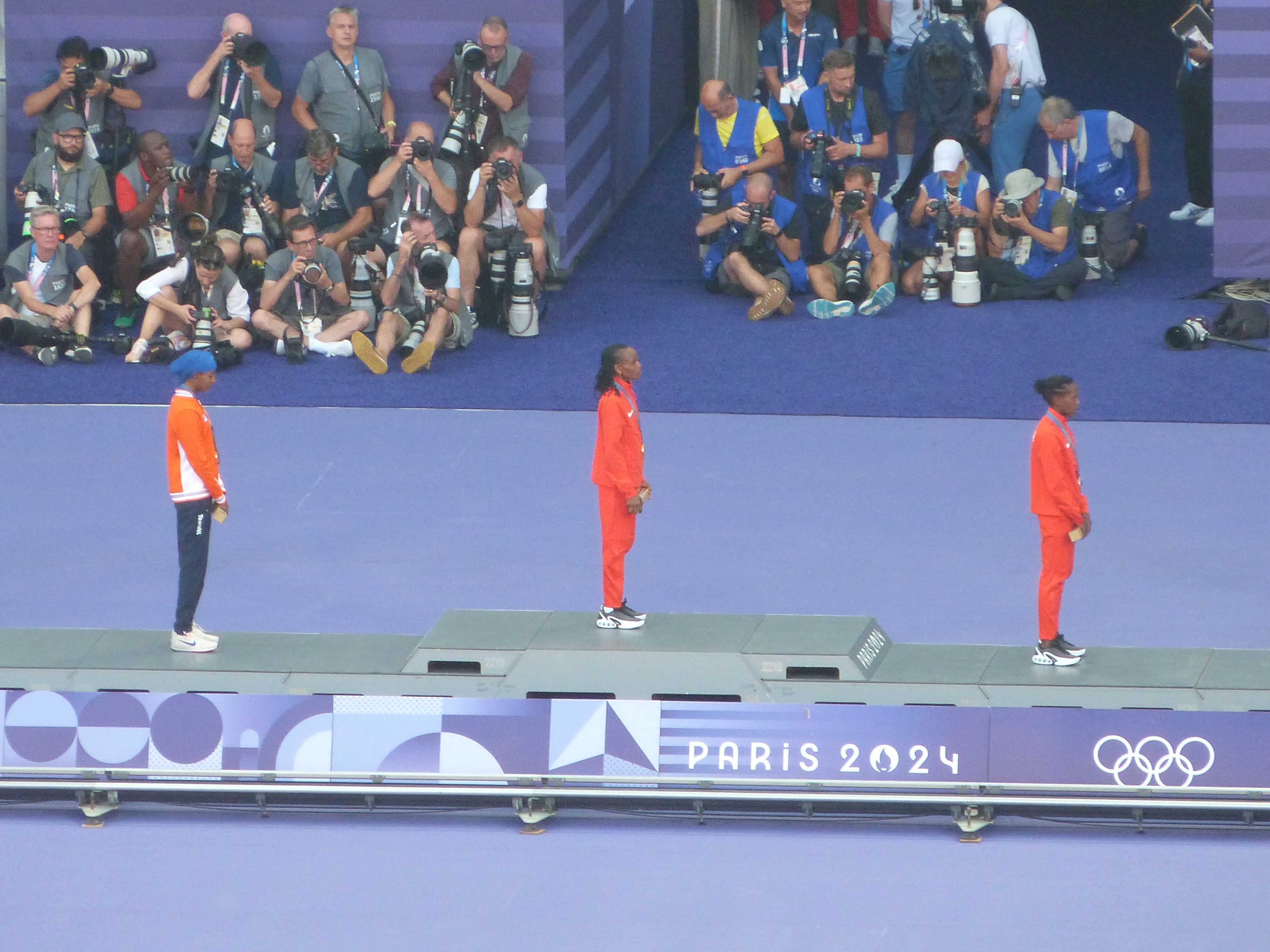
Podi final de la prova dels 5.000m femení

La prova de 5000m femenina d'Atletisme als Jocs Olímpics de París 2024 va ser la 8a edició de l'esdeveniment en unes Olimpíades. La prova es va disputar entre el 3 i el 6 d'agost del 2024 a l'Stade de France de París.
La kenyana Beatrice Chebet va guanyar la medalla d'or, després d'imposar-se a la final amb un temps de 14:28.56 minuts. La medalla de plata va ser per la seva compatriota Faith Kipyegon qui va entrar a meta amb una marca de 14:29.60 minuts, tot i que va estar temporalment desqualificada. Finalment, la medalla de bronze va ser per la neerlandesa Sifan Hassan, qui va quedar en tercera posició amb un temps de 14:30.61 minuts.
L'equip d'Etiòpia és la selecció més guardonada, amb 3 medalles d'or, 1 medalla de plata i 5 medalles de bronze, en les 8 edicions que l'esdeveniment ha estat present als Jocs Olímpics. L'etíop Meseret Defar, amb 2 medalles d'or i 1 medalla de plata, és l'atleta més guardonada en tota la història de la competició.

## Format
Els 5.000 metres són una prova de resistència d'atletisme que consisteix a córrer 12 voltes i mitja a la pista olímpica en el menor temps possible. La competició va començar amb la fase de Heats, on hi van participar totes les atletes classificades, en 2 curses diferents. Les 5 primeres atletes de cada cursa i els següents 5 millors temps, van passar a la final. Les 3 atletes que quedin al capdavant a la final, van obtenir les medalles.

## Classificació
Hi havia dues maneres de classificar-se per la prova olímpica. La forma principal era superant la marca estàndard de classificació (que per aquesta edició eren 14:52.00 minuts), en qualsevol prova organitzada o supervisada per la Federació Internacional d'Atletisme, entre l'1 de juliol de 2023 i el 30 de juny de 2024. Els llocs sobrants, van ser per les atletes que no van aconseguir aquesta marca, mitjançant les places universals i el rànquing atlètic i fent prevaler la diversitat geogràfica.
| Mètode de classificació     | Places | País          | Atleta classificada       |
| --------------------------- | ------ | ------------- | ------------------------- |
| Marca estàndard - 14:52.00' | 3      | Etiòpia       | Medina Eisa               |
| Marca estàndard - 14:52.00' | 3      | Etiòpia       | Ejgayehu Taye             |
| Marca estàndard - 14:52.00' | 3      | Etiòpia       | Gudaf Tsegay              |
| Marca estàndard - 14:52.00' | 3      | Kenya         | Beatrice Chebet           |
| Marca estàndard - 14:52.00' | 3      | Kenya         | Margaret Kipkemboi        |
| Marca estàndard - 14:52.00' | 3      | Kenya         | Faith Kipyegon            |
| Marca estàndard - 14:52.00' | 2      | Austràlia     | Isobel Batt-Doyle         |
| Marca estàndard - 14:52.00' | 2      | Austràlia     | Rose Davies               |
| Marca estàndard - 14:52.00' | 2      | Estats Units  | Elise Cranny              |
| Marca estàndard - 14:52.00' | 2      | Estats Units  | Karissa Schweizer         |
| Marca estàndard - 14:52.00' | 2      | Països Baixos | Sifan Hassan              |
| Marca estàndard - 14:52.00' | 2      | Països Baixos | Maureen Koster            |
| Marca estàndard - 14:52.00' | 1      | Burundi       | Francine Niyomukunzi      |
| Marca estàndard - 14:52.00' | 1      | Djibouti      | Samiyah Hassan Nour       |
| Marca estàndard - 14:52.00' | 1      | Espanya       | Marta García              |
| Marca estàndard - 14:52.00' | 1      | Finlàndia     | Nathalie Blomqvist        |
| Marca estàndard - 14:52.00' | 1      | Itàlia        | Nadia Battocletti         |
| Marca estàndard - 14:52.00' | 1      | Japó          | Nozomi Tanaka             |
| Marca estàndard - 14:52.00' | 1      | Mèxic         | Laura Galván              |
| Marca estàndard - 14:52.00' | 1      | Noruega       | Karoline Bjerkeli Grovdal |
| Marca estàndard - 14:52.00' | 1      | Uganda        | Joy Cheptoyek             |
| Marca estàndard - 14:52.00' | 1      | Veneçuela     | Joselyn Brea              |
| Rànquing atlètic            | 1      | Alemanya      | Hanna Klein               |
| Rànquing atlètic            | 1      | Austràlia     | Lauren Ryan               |
| Rànquing atlètic            | 1      | Bèlgica       | Lisa Rooms                |
| Rànquing atlètic            | 1      | Canadà        | Regan Yee                 |
| Rànquing atlètic            | 1      | Eslovènia     | Klara Lukan               |
| Rànquing atlètic            | 1      | Estats Units  | Whittni Morgan            |
| Rànquing atlètic            | 1      | França        | Sarah Madeleine           |
| Rànquing atlètic            | 1      | Índia         | Parul Chaudhary           |
| Rànquing atlètic            | 1      | Itàlia        | Federica del Buono        |
| Rànquing atlètic            | 1      | Japó          | Yuma Yamamoto             |
| Rànquing atlètic            | 1      | Letònia       | Agate Caune               |
| Rànquing atlètic            | 1      | Portugal      | Mariana Machado           |
| Rànquing atlètic            | 1      | Uganda        | Esther Chebet             |
| Places reallotjades         | 1      | Canadà        | Briana Scott              |
| Places reallotjades         | 1      | Hongria       | Viktória Wagner-Gyürkés   |
| Places reallotjades         | 1      | Índia         | Ankita Dhyani             |
| Places reallotjades         | 1      | Irlanda       | Jodie McCann              |
| Places reallotjades         | 1      | Japó          | Wakana Kabasawa           |
| Places reallotjades         | 1      | Mèxic         | Alma Delia Cortés         |
| Places reallotjades         | 1      | Uganda        | Belinda Chemutai          |

## Rècords
Abans de la prova, els rècords eren els següents:
| Rècord             | Atleta           | Temps    | Lloc           | Data                   |
| ------------------ | ---------------- | -------- | -------------- | ---------------------- |
| Rècord del Món     | Gudaf Tsegay     | 14:00.21 | Eugene         | 17 de setembre de 2023 |
| Rècord Olímpic     | Vivian Cheruiyot | 14:26.17 | Rio de Janeiro | 19 d'agost de 2016     |
| Rècord Àfrica      | Gudaf Tsegay     | 14:00.21 | Eugene         | 17 de setembre de 2023 |
| Rècord Àsia        | Jiang Bo         | 14:28.09 | Shanghai       | 23 d'octubre de 1997   |
| Rècord Europa      | Sifan Hassan     | 14:13.42 | Londres        | 23 de juliol de 2023   |
| Rècord NACAC       | Alicia Monson    | 14:19.45 | Londres        | 23 de juliol de 2023   |
| Rècord Oceania     | Kimberley Smith  | 14:39.89 | Nova York      | 27 de febrer de 2009   |
| Rècord Sud-amèrica | Joselyn Brea     | 14:36.59 | Los Angeles    | 17 de maig de 2024     |

## Competició

### 1a ronda
La 1a ronda es va disputar el 2 d'agost de 2024 a partir de les 18:10h. Hi van participar totes les atletes classificades. Es van classificar les 8 primeres de cada sèrie.

#### Sèrie 1
| Posició | Atleta             | País          | Temps      |
| ------- | ------------------ | ------------- | ---------- |
| 1       | Faith Kipyegon     | Kenya         | 14:57.56 Q |
| 2       | Sifan Hassan       | Països Baixos | 14:57.65 Q |
| 3       | Nadia Battocletti  | Itàlia        | 14:57.65 Q |
| 4       | Margaret Kipkemboi | Kenya         | 14:57.70 Q |
| 5       | Gudaf Tsegay       | Etiòpia       | 14:57.84 Q |
| 6       | Ejgayehu Taye      | Etiòpia       | 14:57.97 Q |
| 7       | Elise Cranny       | Estats Units  | 14:58.55 Q |
| 8       | Karissa Schweizer  | Estats Units  | 14:59.64 Q |
| 9       | Nozomi Tanaka      | Japó          | 15:00.62   |
| 10      | Marta García       | Espanya       | 15:08.87   |
| 11      | Mariana Machado    | Portugal      | 15:23.26   |
| 12      | Belinda Chemutai   | Uganda        | 15:23.90   |
| 13      | Lauren Ryan        | Austràlia     | 15:29.35   |
| 14      | Hanna Klein        | Alemanya      | 15:31.85   |
| 15      | Lisa Rooms         | Bèlgica       | 15:37.55   |
| 16      | Agate Caune        | Letònia       | 15:38.19   |
| 17      | Yuma Yamamoto      | Japó          | 15:43.67   |
| 18      | Alma Delia Cortés  | Mèxic         | 15:45.33   |
| 19      | Briana Scott       | Canadà        | 15:47.30   |
| 20      | Ankita Dhyani      | Índia         | 16:19.38   |
| 21      | Joy Cheptoyek      | Uganda        | DNS        |

#### Sèrie 2
| Posició | Atleta                    | País          | Temps      |
| ------- | ------------------------- | ------------- | ---------- |
| 1       | Beatrice Chebet           | Kenya         | 15:00.73 Q |
| 2       | Medina Eisa               | Etiòpia       | 15:00.82 Q |
| 3       | Rose Davies               | Austràlia     | 15:00.86 Q |
| 4       | Karoline Bjerkeli Grovdal | Noruega       | 15:01.14 Q |
| 5       | Francine Niyomukunzi      | Burundi       | 15:01.42 Q |
| 6       | Whittni Morgan            | Estats Units  | 15:02.14 Q |
| 7       | Nathalie Blomqvist        | Finlàndia     | 15:02.75 Q |
| 8       | Joselyn Brea              | Veneçuela     | 15:02.89 Q |
| 9       | Isobel Batt-Doyle         | Austràlia     | 15:03.64   |
| 10      | Maureen Koster            | Països Baixos | 15:03.66   |
| 11      | Laura Galván              | Mèxic         | 15:05.20   |
| 12      | Klara Lukan               | Eslovènia     | 15:09.61   |
| 13      | Esther Chebet             | Uganda        | 15:10.46   |
| 14      | Parul Chaudhary           | Índia         | 15:10.68   |
| 15      | Samiyah Hassan Nour       | Djibouti      | 15:13.63   |
| 16      | Federica del Buono        | Itàlia        | 15:15.54   |
| 17      | Sarah Madeleine           | França        | 15:18.62   |
| 18      | Viktória Wagner-Gyürkés   | Hongria       | 15:48.24   |
| 19      | Wakana Kabasawa           | Japó          | 15:50.86   |
| 20      | Jodie McCann              | Irlanda       | 15:55.08   |

### Final
La final es va disputar el 5 d'agost de 2024 a les 21:15h.
| Posició | Atleta                    | País          | Temps       |
| ------- | ------------------------- | ------------- | ----------- |
| 1       | Beatrice Chebet           | Kenya         | 14:28.56    |
| 2       | Faith Kipyegon            | Kenya         | 14:29.60    |
| 3       | Sifan Hassan              | Països Baixos | 14:30.61    |
| 4       | Nadia Battocletti         | Itàlia        | 14:31.64 NR |
| 5       | Margaret Kipkemboi        | Kenya         | 14:32.23    |
| 6       | Ejgayehu Taye             | Etiòpia       | 14:32.98    |
| 7       | Medina Eisa               | Etiòpia       | 14:35.43    |
| 8       | Karoline Bjerkeli Grovdal | Noruega       | 14:43.21    |
| 9       | Gudaf Tsegay              | Etiòpia       | 14:45.21    |
| 10      | Karissa Schweizer         | Estats Units  | 14:45.57    |
| 11      | Elise Cranny              | Estats Units  | 14:48.06    |
| 12      | Rose Davies               | Austràlia     | 14:49.67    |
| 13      | Nathalie Blomqvist        | Finlàndia     | 14:53.10    |
| 14      | Whittni Morgan            | Estats Units  | 14:53.57 PB |
| 15      | Joselyn Brea              | Veneçuela     | 15:17.04    |
| 16      | Francine Niyomukunzi      | Burundi       | 15:22.40    |

## Medaller històric
| Posició | País          | Or | Argent | Bronze | Total |
| ------- | ------------- | -- | ------ | ------ | ----- |
| 1       | Etiòpia       | 3  | 1      | 5      | 9     |
| 2       | Kenya         | 2  | 6      | 1      | 9     |
| 3       | Països Baixos | 1  | 0      | 1      | 2     |
| 4       | Romania       | 1  | 0      | 0      | 1     |
| 4       | Xina          | 1  | 0      | 0      | 1     |
| 6       | Irlanda       | 0  | 1      | 0      | 1     |
| 7       | Itàlia        | 0  | 0      | 1      | 1     |